# Blangy-sous-Poix

Blangy-sous-Poix este o comună în departamentul Somme, Franța. În 1 ianuarie 2022 avea o populație de 165 de locuitori.